# Erymnia angustata
Erymnia angustata är en armfotingsart som beskrevs av Cooper 1977. Erymnia angustata ingår i släktet Erymnia och familjen Terebratulidae. Inga underarter finns listade i Catalogue of Life.